# Mor, jeg har patienter
Mor, jeg har patienter er en dansk film fra 1972, senere genudgivet som Johnny alene i verden. Filmen er skrevet og instrueret af Thomas Winding.

## Handling
En ung tandlæge har fået en lejlighed og er ved at indrette sin praksis. Han bliver imidlertid hele tiden forstyrret af de mange mærkelige mennesker han har fået som naboer herunder kollektivet Agerhønen. Tillige forveksles hans klinik med en massageklinik.

## Medvirkende
Blandt de medvirkende kan nævnes:
- Olaf Nielsen
- Bodil Udsen
- Jytte Abildstrøm
- Ove Sprogøe
- Otto Brandenburg
- Flemming Quist Møller
- Elith Nykjær
- Niels Ufer
- Hans Christian Ægidius
- Lene Maimu
- Steen Kaalø